# بوردت (کانزاس)
بوردت (به انگلیسی: Burdett) شهری در ایالت کانزاس کشور ایالات متحده آمریکا است که جمعیت آن در سرشماری سال ۲۰۱۰ میلادی، ۲۴۷ نفر بوده‌است.